# Sept de Salem
Les Sept de Salem (Salem’s Seven) sont un groupe de super-vilains mystiques appartenant à l’univers de Marvel Comics. Ils ont été créés par Len Wein et George Pérez, et sont apparus pour la première fois dans Fantastic Four #186 en 1977.
Ils sont à l'origine des ennemis des Quatre Fantastiques ainsi que de la Sorcière rouge et Vision mais deviendront également des alliés par la suite. Les membres du groupe sont tous des enfants du super-villain Nicholas Scratch (en), ce qui fait d'eux les petits enfants d'Agatha Harkness. Ce sont tous des êtres humains pouvant se transformer en créatures fantastiques avec des super-pouvoirs.

## Origine
Les Sept de Salem habitaient à Salem (Colorado), une petite ville perdue où la plupart des citoyens étaient des mages.
Ils étaient tous les enfants illégitimes de Nicholas Scratch (en), fils de la plus puissante sorcière de la ville, Agatha Harkness. Cette dernière s’était installée à New York, où elle devint la gouvernante de Franklin Richards.
Scratch envoya ses enfants kidnapper sa propre mère, l'accusant d'avoir trahi leur communauté. Franklin fut aussi capturé, car Scratch comptait s'en servir pour transférer son esprit dans le corps du jeune garçon. Finalement, les Quatre Fantastiques exilèrent Scratch dans une autre dimension et furent vainqueurs contre les Sept. Agatha punit ses petits-enfants en les empêchant de changer de forme.
Les années passèrent et les Sept réussirent à briser le sortilège. Vertigo vola la puissance magique des habitants, puis devint la meneuse du groupe, qui domina vite Salem. La communauté, tenant Agatha Harkness pour responsable, la brûla sur un bûcher. La Vision et la Sorcière Rouge combattirent les Sept de Salem et, dans l'affrontement, Vertigo perdit le contrôle de ses pouvoirs, ce qui causa la mort des 665 villageois et la destruction de la ville.
Lors de la fête d’Halloween suivante, la Sorcière Rouge tenta de communiquer avec Agatha mais se retrouva piégée dans la dimension des morts, où elle affronta de nouveau les Sept (sauf Gazelle, qui avait trahi les autres).
Grâce à des échantillons d’ADN, les Sept (sauf Gazelle et Vertigo) furent clonés par Arnim Zola. Ils furent tous tués par Deadpool.
Récemment, les véritables Sept de Salem refirent surface, manipulés par Nicholas Scratch qui voulait libérer le démon Shuma-Gorath. Ils se rangèrent finalement du côté du Docteur Strange et des Fantastiques, et semblent depuis avoir fait la paix avec ces derniers.

## Composition de l'équipe
Les 7 membres de l'équipe sont tous les enfants de Nicholas Scratch (en) (et donc les petits-enfants d'Agatha Harkness), qu'il a eus avec différentes femmes.
- Brutacus, homme-lion possédant des cornes rouges et une force surhumaine rivalisant avec celle de La Chose
- Gazelle, femme aux pieds fourchus possédant une vitesse et une agilité surhumaines.
- Hydron, batracien dont le bras gauche se termine en tuyau pouvant générer de l'eau à volonté.
- Reptilla, femme au corps serpentin, dont les jambes sont remplacées par une longue queue de serpent et les bras par deux serpents venimeux. Elle peut étouffer ses adversaires.
- Thornn, homme à la peau jaune trouée d'épines, qu'il peut éjecter à volonté. Ses épines sont explosives ou enduites d'un anesthésiant.
- Vakume, homme violet pouvant devenir intangible et contrôlant l'air.
- Vertigo, métisse africaine pouvant troubler l'équilibre de ses adversaires.

## Apparition dans d'autres médias

### Univers cinématographique Marvel
- Une version alternative des sept de Salem apparaît dans la mini-série télévisée Agatha All Along (2024), avec notamment le personnage de Vertigo interprétée par l'artiste américano-nigérienne Okwui Okpokwasili.